# أرقطيون
الأرقطيون  أو بلسكاء (الاسم العلمي: Arctium) هي جنس نباتي يتبع فصيلة النجمية من رتبة النجميات.

## من أنواعهالواطنةفيالوطن العربي
- الأرقطيون الأطلسي (باللاتينية: Arctium atlanticum) في المغرب العربي
- الأرقطيون الصغير (باللاتينية: Arctium minus) في بلاد الشام وأوروبا